# Tirreno-Adriatico 2025
La Tirreno-Adriatico 2025, sessantesima edizione della corsa, valida come settima prova del calendario UCI World Tour 2025 categoria 2.UWT, si svolse in sette tappe dal 10 al 16 marzo 2025 su un percorso di 1 147,5 km, con partenza da Lido di Camaiore, sede della cronometro individuale d'apertura, ed arrivo a San Benedetto del Tronto in Italia. La vittoria fu appannaggio dello spagnolo Juan Ayuso, il quale completò il percorso in 28h41'24", alla media di 39,997 km/h, davanti agli italiani Filippo Ganna e Antonio Tiberi.
La corsa toccò cinque regioni dell'Italia centrale: la Toscana, l'Umbria, il Lazio, l'Abruzzo e le Marche.

## Tappe
| Tappa  | Data     | Percorso                                                | km      | Vincitore di tappa | Leader cl. generale |
| ------ | -------- | ------------------------------------------------------- | ------- | ------------------ | ------------------- |
| 1ª     | 10 marzo | Lido di Camaiore > Lido di Camaiore (cron. individuale) | 11,5    | Filippo Ganna      | Filippo Ganna       |
| 2ª     | 11 marzo | Camaiore > Follonica                                    | 192     | Jonathan Milan     | Filippo Ganna       |
| 3ª     | 12 marzo | Follonica > Colfiorito                                  | 239     | Andrea Vendrame    | Filippo Ganna       |
| 4ª     | 13 marzo | Norcia > Trasacco                                       | 190     | Olav Kooij         | Filippo Ganna       |
| 5ª     | 14 marzo | Ascoli Piceno > Pergola                                 | 205     | Fredrik Dversnes   | Filippo Ganna       |
| 6ª     | 15 marzo | Cartoceto > Frontignano                                 | 163     | Juan Ayuso         | Juan Ayuso          |
| 7ª     | 16 marzo | Porto Potenza Picena > San Benedetto del Tronto         | 147     | Jonathan Milan     | Juan Ayuso          |
| Totale | Totale   | Totale                                                  | 1 147,5 |                    |                     |

## Squadre e corridori partecipanti
| N.      | Cod. | Squadra                         |
| ------- | ---- | ------------------------------- |
| 1-7     | ADC  | Alpecin-Deceuninck              |
| 11-17   | ARK  | Arkéa-B&B Hotels                |
| 21-27   | TBV  | Bahrain Victorious              |
| 31-37   | COF  | Cofidis                         |
| 41-47   | DAT  | Decathlon AG2R La Mondiale Team |
| 51-57   | EFE  | EF Education-EasyPost           |
| 61-67   | GFC  | Groupama-FDJ                    |
| 71-77   | IGD  | Ineos Grenadiers                |
| 81-87   | IWA  | Intermarché-Wanty               |
| 91-97   | IPT  | Israel-Premier Tech             |
| 101-107 | LTK  | Lidl-Trek                       |
| 111-117 | MOV  | Movistar Team                   |

| N.      | Cod. | Squadra                       |
| ------- | ---- | ----------------------------- |
| 121-127 | Q36  | Q36.5 Pro Cycling Team        |
| 131-137 | RBH  | Red Bull-Bora-Hansgrohe       |
| 141-147 | SOQ  | Soudal Quick-Step             |
| 151-157 | JAY  | Team Jayco AlUla              |
| 161-167 | TPP  | Team Picnic PostNL            |
| 171-177 | PTV  | Team Polti VisitMalta         |
| 181-187 | TVL  | Team Visma-Lease a Bike       |
| 191-197 | TUD  | Tudor Pro Cycling Team        |
| 201-207 | UAD  | UAE Team Emirates XRG         |
| 211-217 | UXM  | Uno-X Mobility                |
| 221-227 | VBF  | VF Group-Bardiani CSF-Faizanè |
| 231-237 | XAT  | XDS Astana Team               |

## Dettagli delle tappe

### 1ª tappa
- 10 marzo: Lido di Camaiore > Lido di Camaiore  – Cronometro individuale – 11,5 km

Risultati
| Pos. | Corridore          | Squadra | Tempo  |
| ---- | ------------------ | ------- | ------ |
| 1    | Filippo Ganna      | Ineos   | 12'17" |
| 2    | Juan Ayuso         | UAE     | a 23"  |
| 3    | J. Price-Pejtersen | Alpecin | a 28"  |

| Pos. | Corridore          | Squadra | Tempo  |
| ---- | ------------------ | ------- | ------ |
| 1    | Filippo Ganna      | Ineos   | 12'17" |
| 2    | Juan Ayuso         | UAE     | a 23"  |
| 3    | J. Price-Pejtersen | Alpecin | a 28"  |

### 2ª tappa
- 11 marzo: Camaiore > Follonica – 192 km

Risultati
| Pos. | Corridore       | Squadra  | Tempo    |
| ---- | --------------- | -------- | -------- |
| 1    | Jonathan Milan  | Lidl     | 4h45'13" |
| 2    | Maikel Zijlaard | Tudor    | s.t.     |
| 3    | Paul Penhoët    | Groupama | s.t.     |

| Pos. | Corridore      | Squadra | Tempo    |
| ---- | -------------- | ------- | -------- |
| 1    | Filippo Ganna  | Ineos   | 4h57'30" |
| 2    | Jonathan Milan | Lidl    | a 19"    |
| 3    | Juan Ayuso     | UAE     | a 22"    |

### 3ª tappa
- 12 marzo: Follonica > Colfiorito – 239 km

Risultati
| Pos. | Corridore       | Squadra   | Tempo    |
| ---- | --------------- | --------- | -------- |
| 1    | Andrea Vendrame | Decathlon | 6h28'25" |
| 2    | Thomas Pidcock  | Q36.5     | s.t.     |
| 3    | Romain Grégoire | Groupama  | s.t.     |

| Pos. | Corridore      | Squadra | Tempo     |
| ---- | -------------- | ------- | --------- |
| 1    | Filippo Ganna  | Ineos   | 11h25'55" |
| 2    | Juan Ayuso     | UAE     | a 22"     |
| 3    | Antonio Tiberi | Bahrain | a 29"     |

### 4ª tappa
- 13 marzo: Norcia > Trasacco – 190 km

Risultati
| Pos. | Corridore            | Squadra | Tempo    |
| ---- | -------------------- | ------- | -------- |
| 1    | Olav Kooij           | Visma   | 4h48'05" |
| 2    | Rick Pluimers        | Tudor   | s.t.     |
| 3    | Mathieu van der Poel | Alpecin | s.t.     |

| Pos. | Corridore      | Squadra | Tempo     |
| ---- | -------------- | ------- | --------- |
| 1    | Filippo Ganna  | Ineos   | 16h14'00" |
| 2    | Juan Ayuso     | UAE     | a 22"     |
| 3    | Antonio Tiberi | Bahrain | a 29"     |

### 5ª tappa
- 14 marzo: Ascoli Piceno > Pergola – 205 km

Risultati
| Pos. | Corridore            | Squadra  | Tempo    |
| ---- | -------------------- | -------- | -------- |
| 1    | Fredrik Dversnes     | Uno-X    | 5h04'56" |
| 2    | Mathieu van der Poel | Alpecin  | a 7"     |
| 3    | Roger Adrià          | Red Bull | s.t.     |

| Pos. | Corridore      | Squadra | Tempo     |
| ---- | -------------- | ------- | --------- |
| 1    | Filippo Ganna  | Ineos   | 21h19'03" |
| 2    | Juan Ayuso     | UAE     | a 22"     |
| 3    | Antonio Tiberi | Bahrain | a 29"     |

### 6ª tappa
- 15 marzo: Cartoceto > Frontignano – 166 km

Risultati
| Pos. | Corridore      | Squadra  | Tempo    |
| ---- | -------------- | -------- | -------- |
| 1    | Juan Ayuso     | UAE      | 4h14'02" |
| 2    | Thomas Pidcock | Q36.5    | a 13"    |
| 3    | Jai Hindley    | Red Bull | s.t.     |

| Pos. | Corridore      | Squadra | Tempo     |
| ---- | -------------- | ------- | --------- |
| 1    | Juan Ayuso     | UAE     | 25h33'17" |
| 2    | Antonio Tiberi | Bahrain | a 37"     |
| 3    | Filippo Ganna  | Ineos   | a 38"     |

### 7ª tappa
- 16 marzo: Porto Potenza Picena > San Benedetto del Tronto – 147 km

Risultati
| Pos. | Corridore      | Squadra   | Tempo    |
| ---- | -------------- | --------- | -------- |
| 1    | Jonathan Milan | Lidl      | 3h08'07" |
| 2    | Sam Bennett    | Decathlon | s.t.     |
| 3    | Olav Kooij     | Visma     | s.t.     |

| Pos. | Corridore      | Squadra | Tempo     |
| ---- | -------------- | ------- | --------- |
| 1    | Juan Ayuso     | UAE     | 28h41'24" |
| 2    | Filippo Ganna  | Ineos   | a 35"     |
| 3    | Antonio Tiberi | Bahrain | a 36"     |

## Evoluzione delle classifiche
| Tappa              | Vincitore          | Classifica generale Maglia azzurra | Classifica a punti Maglia ciclamino | Classifica scalatori Maglia verde | Classifica giovani Maglia bianca | Classifica a squadre  |
| ------------------ | ------------------ | ---------------------------------- | ----------------------------------- | --------------------------------- | -------------------------------- | --------------------- |
| 1ª                 | Filippo Ganna      | Filippo Ganna                      | Filippo Ganna                       | non assegnata                     | Juan Ayuso                       | Ineos Grenadiers      |
| 2ª                 | Jonathan Milan     | Filippo Ganna                      | Jonathan Milan                      | Davide Bais                       | Jonathan Milan                   | Ineos Grenadiers      |
| 3ª                 | Andrea Vendrame    | Filippo Ganna                      | Jonathan Milan                      | Manuele Tarozzi                   | Juan Ayuso                       | UAE Team Emirates XRG |
| 4ª                 | Olav Kooij         | Filippo Ganna                      | Jonathan Milan                      | Manuele Tarozzi                   | Juan Ayuso                       | UAE Team Emirates XRG |
| 5ª                 | Fredrik Dversnes   | Filippo Ganna                      | Jonathan Milan                      | Manuele Tarozzi                   | Juan Ayuso                       | UAE Team Emirates XRG |
| 6ª                 | Juan Ayuso         | Juan Ayuso                         | Thomas Pidcock                      | Manuele Tarozzi                   | Juan Ayuso                       | UAE Team Emirates XRG |
| 7ª                 | Jonathan Milan     | Juan Ayuso                         | Jonathan Milan                      | Manuele Tarozzi                   | Juan Ayuso                       | UAE Team Emirates XRG |
| Classifiche finali | Classifiche finali | Juan Ayuso                         | Jonathan Milan                      | Manuele Tarozzi                   | Juan Ayuso                       | UAE Team Emirates XRG |

Maglie indossate da altri ciclisti in caso di due o più maglie vinte
- Nella 2ª tappa Johan Price-Pejtersen ha indossato la maglia ciclamino al posto di Filippo Ganna.
- Nella 3ª tappa Juan Ayuso ha indossato la maglia bianca al posto di Jonathan Milan.
- Nella 7ª tappa Antonio Tiberi ha indossato la maglia bianca al posto di Juan Ayuso.

## Classifiche finali

### Classifica generale - Maglia azzurra
| Pos. | Corridore        | Squadra  | Tempo     |
| ---- | ---------------- | -------- | --------- |
| 1    | Juan Ayuso       | UAE      | 28h41'24" |
| 2    | Filippo Ganna    | Ineos    | a 35"     |
| 3    | Antonio Tiberi   | Bahrain  | a 36"     |
| 4    | Derek Gee        | Israel   | a 42"     |
| 5    | Jai Hindley      | Red Bull | a 53"     |
| 6    | Thomas Pidcock   | Q36.5    | a 56"     |
| 7    | Mikel Landa      | Soudal   | a 1'05"   |
| 8    | David de la Cruz | Q36.5    | a 1'32"   |
| 9    | Pello Bilbao     | Bahrain  | a 1'32"   |
| 10   | Mattia Cattaneo  | Soudal   | a 1'38"   |

### Classifica a punti - Maglia ciclamino
| Pos. | Corridore      | Squadra | Punti |
| ---- | -------------- | ------- | ----- |
| 1    | Jonathan Milan | Lidl    | 41    |
| 2    | Thomas Pidcock | Q36.5   | 28    |
| 3    | Olav Kooij     | Visma   | 27    |
| 4    | Juan Ayuso     | UAE     | 24    |
| 5    | Filippo Ganna  | Ineos   | 22    |

### Classifica scalatori - Maglia verde
| Pos. | Corridore       | Squadra  | Punti |
| ---- | --------------- | -------- | ----- |
| 1    | Manuele Tarozzi | VF Group | 32    |
| 2    | Juan Ayuso      | UAE      | 20    |
| 3    | Thomas Pidcock  | Q36.5    | 13    |
| 4    | Davide Bais     | Polti    | 11    |
| 5    | Richard Carapaz | EF       | 10    |

### Classifica giovani - Maglia bianca
| Pos. | Corridore        | Squadra  | Tempo     |
| ---- | ---------------- | -------- | --------- |
| 1    | Juan Ayuso       | UAE      | 28h41'24" |
| 2    | Antonio Tiberi   | Bahrain  | a 36"     |
| 3    | Kévin Vauquelin  | Arkéa    | a 1'52"   |
| 4    | Romain Gregoire  | Groupama | a 2'05"   |
| 5    | Davide Piganzoli | Polti    | a 2'11"   |

### Classifica a squadre
| Pos. | Squadra               | Tempo     |
| ---- | --------------------- | --------- |
| 1    | UAE Team Emirates XRG | 86h07'15" |
| 2    | Soudal Quick-Step     | a 4'23"   |
| 3    | XDS Astana Team       | a 5'21"   |
| 4    | EF Education-EasyPost | a 6'20"   |
| 5    | Bahrain Victorious    | a 6'23"   |